# نور أباد (فسا)
نور أباد (بالفارسية: نورآباد) هي قرية تقع في قسم كوشك قاضي الريفي في إيران. يقدر عدد سكانها بـ 194 نسمة بحسب إحصاء 2016.